# زیگفرید ووسترف
زیگفرید ووسترف (انگلیسی: Siegfried Wustrow؛ زادهٔ ۷ مهٔ ۱۹۳۶) ورزشکار دوچرخه‌سواری اهل آلمان است.
وی در مسابقات کشوری و بین‌المللی در مجموع برندهٔ ۲ مدال نقره شده‌است.